# Comercio de animales salvajes

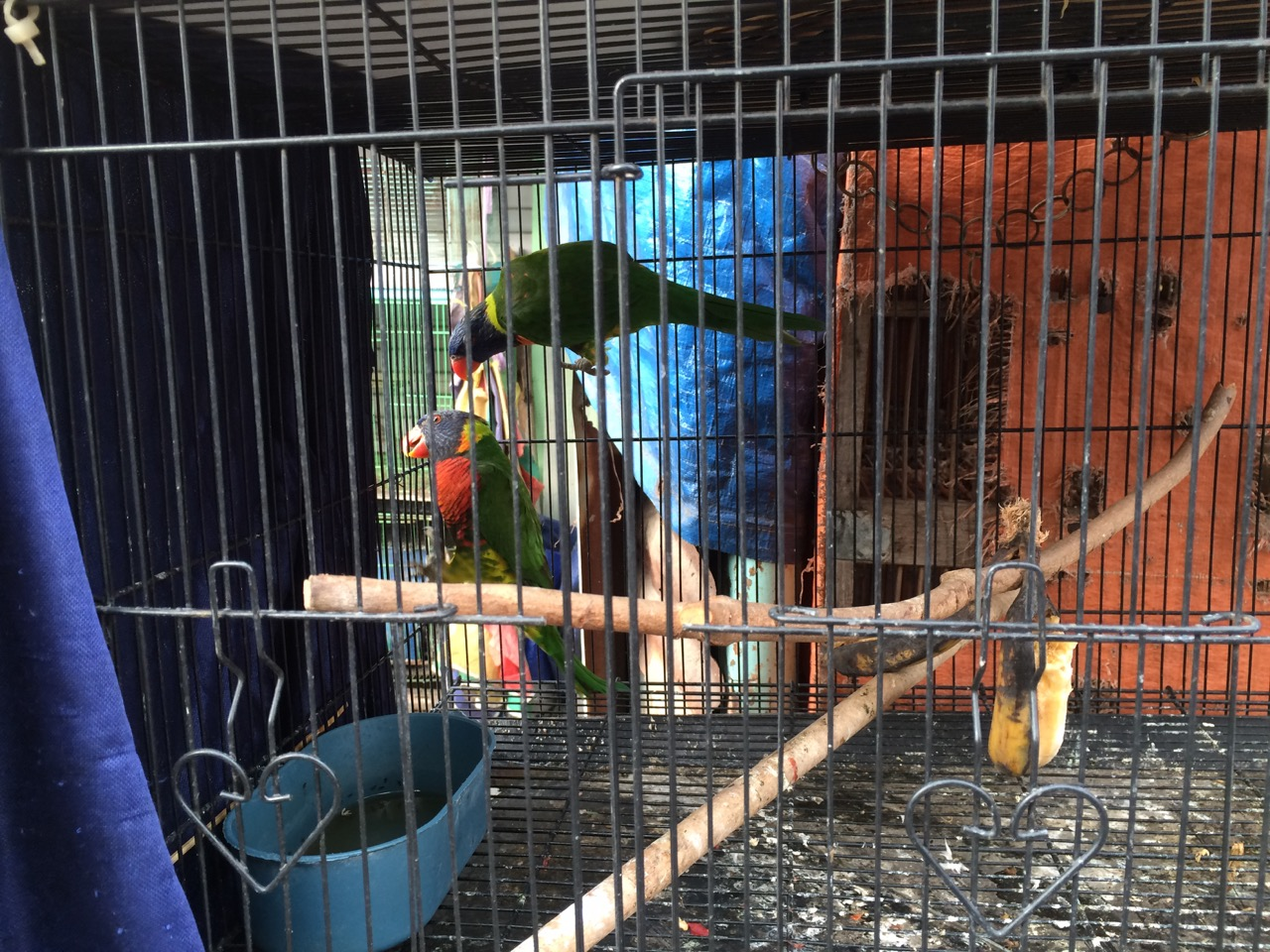
Un par de loris en el mercado de Jatinegara, Indonesia.

El comercio de animales salvajes (también conocido como tráfico de animales silvestres o comercio de animales silvestres) comprende el comercio legal e ilegal de especies de animales salvajes y/o productos derivados. Entre los productos derivados, algunos conllevan  la muerte del animal. El tráfico ilícito de vida silvestre es la expresión para describir cualquier crimen de naturaleza ambiental que incluya venta, contrabando, captura o colecta de animales en peligro de extinción, vida silvestre protegida (fauna y flora, sujetas a cuotas y reguladas por permisos legales), caza furtiva, sus derivados o productos, en contravención de leyes y tratados nacionales e internacionales. En muchos países el comercio de animales silvestres está reglamentado por las leyes nacionales para la protección de las especies en peligro de extinción; en Argentina por ejemplo, existe la Ley Nacional N° 22.421 que protege la fauna autóctona y prohíbe su comercialización. Además de la misma, que es una ley de adhesión, cada provincia argentina cuenta con sus propias normas. A nivel internacional, el comercio de animales salvajes se rige por la Convención sobre el Comercio Internacional de Especies Amenazadas de Fauna y Flora Silvestres (CITES), ratificada por una gran mayoría de países en el mundo.

## Comercio legal
En la Convención sobre el Comercio Internacional de Especies Amenazadas de Fauna y Flora Silvestres (CITES) están incluidas cerca de 5600 especies de animales en tres apéndices diferentes. El comercio de estos animales, y los productos derivados, está prohibido o sometido a restricciones. Las licencias necesarias para la importación, exportación y reexportación son otorgadas por las autoridades nacionales competentes. En nombre de la secretaría de CITES, el Centro de Monitoreo de la Conservación del Ambiente (UNEP-WCMC) mantiene una base de datos sobre el comercio de las especies incluidas en el convenio, de acuerdo con los datos proporcionados por los Estados miembros.
| Taxón                             | Vivos, total  | Vivos, código comercial: salvaje |
| --------------------------------- | ------------- | -------------------------------- |
| Mamíferos                         | ca. 15 000    | ca. 500                          |
| Aves                              | ca. 230 000   | ca. 125 000                      |
| Reptiles                          | ca. 1 000     | ca. 150 000                      |
| Anfibios                          | ca. 35 000    | ca. 7 500                        |
| Peces                             | ca. 230 000   | ca. 40 000                       |
| Invertebrados excepto los corales | ca. 375 000   | ca. 25 000                       |
| Corales                           | ca. 1 250 000 | ca. 1 000                        |

Además de los animales vivos, existe el comercio internacional de productos derivados, especialmente las pieles (mamíferos, reptiles) y la carne de animales salvajes. Entre 2009 y 2013, los principales importadores de animales salvajes vivos eran Estados Unidos, China, Unión Europea y el Sudeste asiático. La única excepción se da en el caso de las aves, donde los principales importadores eran México y Emiratos Árabes Unidos.
No se dispone de datos exactos sobre el comercio internacional de las especies salvajes que no aparecen en CITES, bien que este comercio puede ser reglamentado por disposiciones nacionales. En muchos países, la producción de alimentos o prendas de vestir derivados de animales salvajes está reglamentada por las leyes de caza y pesca, y requiere la posesión de las licencias pertinentes. A menudo, el comercio internacional de estos productos sólo esta sumiso a la reglamentación aduanera y de cuarentena, y no necesita una autorización suplementaria.  En la pesca mundial se capturaron 92 millones de toneladas de productos pesqueros en 2006, incluyendo 81,9 millones de toneladas provenientes de especies marinas, y el resto proveniente de los ríos y lagos.

## Comercio ilegal
El comercio ilegal de animales salvajes, es un problema global y puede constituir una amenaza seria para la conservación del patrimonio natural y cultural de los pueblos del mundo en general y para las especies amenazadas y en peligro de extinción, en particular. De acuerdo a la World Wide Fund for Nature (WWF) citando a South y Wyatt (2011): "El tráfico ilícito de vida silvestre describe cualquier crimen relacionado con el medio ambiente que implique el comercio ilegal, el contrabando, la caza furtiva, la captura o recolección de especies en peligro de extinción, la vida silvestre protegida (incluidos animales y plantas sujetos a cuotas de cosecha y regulados por permisos), derivados o productos de los mismos." Una de las razones por las cuales existe, es la suposición de que los animales silvestres, pueden ser considerados mascotas y por ello mantenidos en los domicilios; además de la obtención de los productos derivados para trofeos de caza, artículos de moda, objetos de arte, ingredientes para la medicina tradicional y carne para el consumo humano; entre otros. En aquellos países, como Vietnam, donde los ciudadanos ricos usan los cuernos de rinocerontes para el tratamiento del cáncer y la "cura de la resaca",  aumentó el comercio de los mismos. De acuerdo a la WWF, esas creencias, los mitos urbanos y las promesas falsas de curaciones milagrosas para enfermedades mortales, incrementó su demanda a nivel mundial. En ese sentido, datos del año 2012 indicaron que los precios de los cuernos habían alcanzado los US$ 60.000 por kilo, duplicando el valor del oro o platino de ese momento y eran más valorados que los diamantes o la cocaína. Por otro lado y en el año 2010, la comercialización de marfil de elefantes y cuernos de rinocerontes, entre otros; alcanzó un valor estimado en 75 millones de dólares.
Se habla de comercio ilegal de animales salvajes si la importación viola la Convención sobre el Comercio Internacional de Especies Amenazadas de Fauna y Flora Silvestres o si viola las leyes nacionales de cuarentena u otras leyes que regulan el comercio de ciertos animales o productos (por ejemplo, vino de serpiente). Los vínculos entre la prosperidad, la pobreza y la participación en el comercio de animales salvajes son complejos: las personas involucradas en el comercio no son necesariamente pobres, y los pobres que están involucrados no son los que reciben la mayor parte de los beneficios monetarios del negocio.  El informe sobre elefantes de la CITES presentado en la 62.ª Reunión del Comité Permanente, dio cuenta de que el incremento de la demanda asiática de productos ilegales vinculados a la vida silvestre, estaba asociado al aumento de la caza furtiva en África. En ese sentido, la WWF informó que entre los años 2007 y 2011 la caza ilícita de rinocerontes en Sudáfrica, aumentó un 3000% .
A su vez, esta situación tuvo su correlato con el mayor poder adquisitivo de los grandes consumidores de marfil que son los chinos. Existen muchas y diferentes formas de estimar el valor financiero mundial para esta comercialización, pero las estimaciones confiables son muy difíciles de hallar, en tanto se trata de una actividad ilícita. En 2014, se estimó que el comercio ilegal de especies salvajes (animales y plantas) generó una rentabilidad de entre US$ 7000 millones y US$ 23 000 millones al año. Con esto el comercio ilegal de especies salvajes se convierte en el cuarto negocio ilegal más rentable en el mundo, conjuntamente con el de armas, drogas, trata de personas y productos falsificados y se posiciona en el segundo lugar del mundo como amenaza para la conservación de la biodiversidad.

#### La cadena de valor del tráfico ilegal de especies silvestres
En la comercialización ilegal de vida silvestre, existe una cadena de valor que se extiende desde el primer eslabón que es la captura o cosecha de ejemplares; hasta la disponibilidad de los mismos a través del transporte y comercialización; para el último eslabón, que son los consumidores finales. Es muy cruel la forma en que los animales vivos son trasladados desde su sitio de extracción en su hábitat natural, hasta los depósitos donde permanecen esperando su destino comercial. Viajan dentro latas, valijas, caños de plástico agujereados, toda clase de recipientes de plástico o cartón; mezclados juveniles con adultos; sin recibir agua o alimentos en cientos de kilómetros por agua, tierra o aire, entre otras condiciones terribles. Por esta razón la supervivencia es muy baja y en ese sentido se ha estimado que de cada diez animales traficados, solo uno llega con vida. También se registran destinos intermedios de recolección y/o procesamiento.Por otro lado, existe una diferenciación entre países de origen de los animales y los consumidores que no son mutuamente excluyentes. 
Los grupos delictivos organizados forman redes de distribución a través de las fronteras nacionales que unen países de origen con consumidores, incluyendo destinos de tránsito. Utilizan también rutas indirectas para evadir controles.

#### Patrimonio natural y cultural
Según el diccionario, patrimonio significa: “Conjunto de bienes que una persona adquiere por herencia familiar.” Pues bien, cuando se trata del patrimonio natural y cultural de los pueblos del mundo, el "conjunto de bienes" está referido a los “bienes naturales” o “bienes sociales”. En otras palabras, estas riquezas que forman parte del patrimonio, son los bienes naturales como la fauna, la flora, los minerales de las montañas, los bosques, montes, selvas, el agua dulce, los combustibles fósiles, entre otros. Sin embargo, la palabra "persona" de la definición, tiene aquí un alcance más amplio y está referido a toda la gente de un territorio; de una nación. Con respecto al concepto: "herencia familiar"; es necesario comprender que en efecto, hemos heredado todos estos bienes comunes de las generaciones que nos antecedieron y los tenemos en custodia para que nuestros  descendientes los puedan disfrutar y sostenerse también con los mismos. Es decir, debemos conservarlos, cuidarlos y usufructuarlos pero de manera tal que no se destruyan ni desaparezcan. Por el contrario, son una herencia maravillosa debe pasar de generación en generación.

#### Las razones de la "mascotización" de los animales silvestres
La demanda de productos de todo tipo de la vida silvestre, proviene de diferentes grupos de consumidores y en algunos casos, está muy influenciada por los valores culturales. Asimismo, en este amplio espectro demandante están quienes perciben el valor medicinal de plantas y animales o piensan que se adquiere estatus social por la cercanía a los mismos. También existen turistas oportunistas que por ignorancia compran suvenires manufacturados con especies silvestres (flora y fauna). Por otro lado,  hay personas que tienen la percepción de que los animales silvestres pueden funcionar como "mascotas" y por esa causa, los mantienen cautivos en sus hogares. Según Drews (1999), esta tenencia ha sido el entretenimiento de millares de familias en toda la historia de la humanidad, alcanzando hasta las sociedades más industrializadas en las grandes urbes.   El neologismo "mascota", procede del término mascó que significa bruja y derivó más tarde en mascotté, que hace referencia a un amuleto, objeto inanimado. Para que un animal pueda convivir con el ser humano por estar adaptado a sus costumbres, necesita haber atravesado por el proceso de domesticación. Fue eso lo que sucedió con perros, gatos, vacas, caballos, ovejas, cerdos, cabras, etc. a lo largo de miles de años.  Por el contrario, los silvestres evolucionaron independientemente de la selección por parte del hombre, por lo tanto nunca podrán ser considerados domésticos y por ende, mascotas. Un estudio realizado por Kellert, citado por Drews (1999) a partir de una encuesta nacional en Estados Unidos, reveló que el 42% de los encuestados había tenido un ave en cautiverio en algún momento de su vida y el 13% algún otro tipo de animal silvestre. Entre los primeros, las causas por las cuales habían tomado esa decisión era porque lo consideraron bueno para la familia, o por compañía y cariño, porque había sido un presente o por la belleza del ejemplar. Esto da cuenta no solo de la motivación inmediata, sino también de una actitud (nociones cognitivas, afectivas y emocionales y de valor cultural) hacia la fauna y la percepción de la misma. Así, Kellert  prostuló una tipología de nueve perspectivas: naturalista, humanista, moralista, estética, científica, ecológica, utilitaria, dominante y negativa. En ese sentido, Drews consideró que para la región neotropical, se desconocen las motivaciones de los tenedores particulares de fauna silvestre. Sin embargo, sería probable que una actitud humanista prevaleciera entre quienes tuviesen en cautiverio animales grandes (primates, mapaches, coatíes, entre otros) desde la etapa de cría; una posición naturalista en los tenedores de reptiles y esta última sumada a la estética, para el caso de la tenencia de aves ornamentales y canoras. Según ese autor y de acuerdo a una encuesta nacional, el 23, 5% de los hogares de Costa Rica, tiene al menos un ejemplar silvestre en tenencia domiciliaria y la mayoría son aves, predominantemente psitácidos aunque también se incluyen tortugas y peces en peceras. Asimismo y con datos del año 2000, Drews señaló que la demanda costarricense para pericos y loros mayormente pichones, significó la extracción de 29.531-37.861 ejemplares de sus hábitats naturales, respectivamente.

### Sudamérica
En Brasil, el comercio de animales salvajes ha crecido a lo largo de los años, ya que es una de las áreas con mayor biodiversidad del mundo. Los mamíferos y los anfibios se encuentran entre los animales más comercializados. En estudios recientes, se identificaron especies no nativas de anfibios y mamíferos en Brasil, siendo las ranas y los roedores, respectivamente, los que presentan los mayores riesgos de invasión. El comercio en línea de anfibios como mascotas exóticas ha aumentado casi seis veces desde 2015.

### Unión Europea
De acuerdo con Europol, la Unión Europea es uno de los mercados más importantes para el comercio ilegal de especies, tanto como lugar de origen, como lugar de venta. Para el comercio ilegal de mascotas, la Unión Europea es un mercado importante. Para el comercio ilegal de aves, corales y tortugas, la Unión Europea es un importante lugar de origen; a esto se suma el comercio prohibido de cuernos de rinoceronte que se trafican principalmente por la demanda en China. De acuerdo con Europol, la demanda de especies salvajes en la Unión Europea sigue siendo significativamente mayor que la oferta, incluso durante la crisis económica de 2008-2015. A esta realidad se ha sido sensible, y en la aplicación del convenio CITES en la Unión Europea se es mucho más estricto: los apéndices I y II han sido rebautizados como apéndices A y B .
Es de especial importancia puesto que se aplican las máximas medidas de protección a los ejemplares del apéndice A, donde se incluyen muchas especies que fuera de la Unión Europea tendrían solo nivel de protección como lista II.  Y a su vez, en apéndice B, se incluyen especies que fuera de la Unión no tendrían protección por el acuerdo CITES.

### Asia

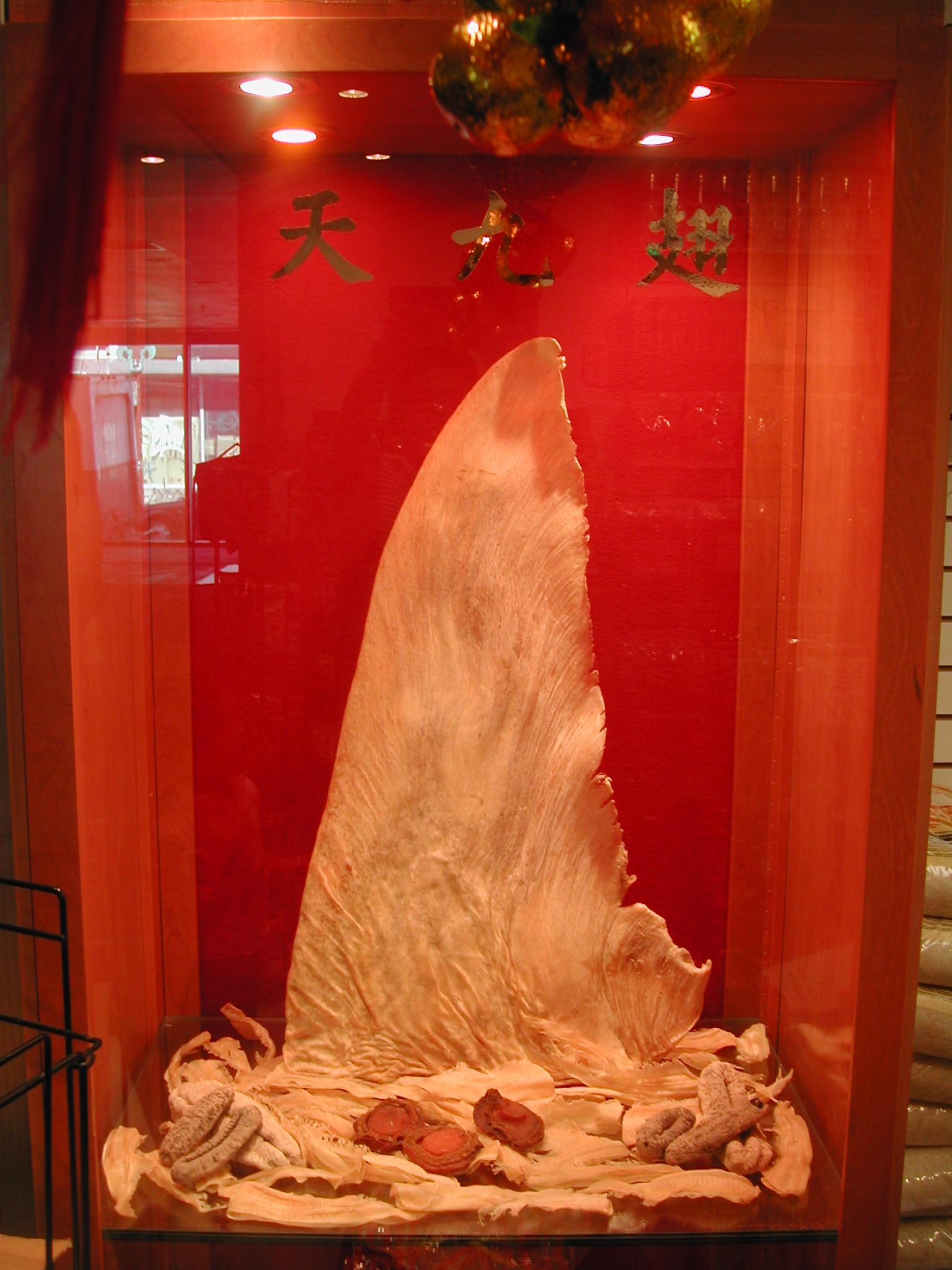
Aleta de tiburón a la venta en Hong Kong.

Otra parte importante del comercio ilegal internacional de animales salvajes ocurre en Asia, donde existe una demanda significativa de ciertas partes de animales salvajes para uso en la medicina oriental tradicional, el consumo humano, y como símbolo de prosperidad. En el Sudeste asiático la demanda tiende a aumentar, en parte debido al auge económico y la creciente prosperidad.  Por otra parte, el Sudeste asiático es también el lugar de origen de ciertos productos derivados de animales salvajes.
China es un mercado importante para el tráfico ilegal de tortugas, marfil, productos derivados de tigres, pangolines, y muchas otras especies.
India y Nepal son los países de origen y de tránsito para el comercio de partes del cuerpo de tigres, rinocerontes, leopardos, leopardos de las nieves, lutrinos y ciervos almizcleros, que se utilizan en la medicina china tradicional y como decoración. Los comerciantes suelen utilizar regiones con fronteras permeables y prácticas aduaneras negligentes, como Sikkim, Ladakh y Tíbet.
En Tailandia, el mercado Chatuchak en Bangkok es un importante centro para la venta de tortugas de agua dulce y tortugas terrestres como mascotas. La mayoría de las especies con origen ilegal —registrados en 2006 y 2007 como parte de una investigación o que se incautaron en los últimos años— no eran nativas de Tailandia, sino de Indonesia, Indochina, Madagascar, Congo, Uganda, Kazajistán, Líbano, Barbados y Venezuela.
En Vietnam, entre marzo de 1996 y 2007 se incautaron 181 670 especímenes individuales y se detectaron y procesaron 14 758 casos de caza ilegal y de comercio de animales salvajes. La expansión de los mercados y el aumento de los precios han contribuido significativamente al desarrollo del comercio de animales salvajes, que se convirtió en el factor más importante para el fuerte descenso de las poblaciones de algunas especies amenazadas, como elefantes,  pangolines (subgénero Manis), anfibios, reptiles, y plantas como orquídeas del género Paphiopedilum y madera de agar.

### Estados Unidos
Estados Unidos es también un importante importador de animales salvajes y productos derivados, y es un gran mercado para el comercio ilegal de mascotas. Entre 2001 y 2005, se incautaron más de 11 000 especímenes de animales vivos y productos elaborados a partir de especies salvajes, incluyendo pájaros, reptiles, tortugas marinas, corales y mamíferos, provenientes de Costa Rica, El Salvador, Guatemala, Honduras, Nicaragua y República Dominicana. Para el tráfico de los animales procedentes de la selva amazónica se utilizan las mismas rutas que las utilizadas para el contrabando de drogas hacia los Estados Unidos.

### México
México es uno de los principales importadores a nivel Latinoamérica. Entre 2013 y 2014 se reportaron un total de 5,774 ejemplares de vida silvestre en los cuales se encontraban loros, pericos y guacamayas, según un reporte de PROFEPA. Este país se ubica en el lugar número 5 de 17 países megadiversos, las especies mayormente comercializadas de manera ilegal son pericos, tucanes, guacamayas, monos e iguanas de acuerdo a PROFEPA. Uno de los principales estados de la república mexicana con mayor extracción de especies salvajes es Chiapas. La Ciudad de México es uno de los puntos con mayor venta ilegal de animales salvajes, en el cual el Mercado de Sonora es el sitio donde más predomina esta acción. En 2015 se reportaron 20 aves exóticas en este lugar (loros exóticos). En 2018 se decomizaron 88 ejemplares salvajes en este establecimiento. En 2020 la cifra del comercio ilegal de animales salvajes aumentó de 5 mil especies a 33 mil ejemplares vivos. Actualmente se podrán recibir multas de 7 millones de pesos según la Ley General de Vida Silvestre.

## Comercio y conservación de vida silvestre
El comercio de animales salvajes puede convertirse en un problema serio para la conservación de la vida silvestre, especialmente cuando el comercio es ilegal y abarca especies endémicas  de un área, y en este sentido provienen de poblaciones silvestres pequeñas. Un ejemplo es la salamandra Neurergus kaiseri, que ha sido incluido en el Apéndice A de CITES.  Incluso las especies más comunes pueden ser amenazadas por la caza, como la gacela saudí (Gazella saudiya) que fue declarada extinta en 2008.
Por otra parte, el comercio de animales salvajes puede también tener un efecto positivo para la conservación de especies amenazadas si se maneja de manera sostenible. El marjor (Capra falconeri), por ejemplo, fue amenazado debido, entre otros, a la caza furtiva por su carne y sus cuernos; En 1994 sólo quedaban 700 ejemplares en Pakistán. A partir de 1992, todas las subespecies fueron incluidas en el Apéndice I de CITES, y en 1998 se inició un programa dentro del marco de la Convención que permitió la caza de trofeos rigurosamente reglamentada. Este programa fue implementado y controlado por las comunidades locales y los ingresos monetarios generados beneficiaron la conservación de la especie y la población de las aldeas locales. Para el año 2010, el programa había generado 2 millones de dólares y se logró un aumento notable de la población de marjores, que alcanzó 4000 animales en Pakistán.

### Consecuencias del tráfico ilegal de especies silvestres
Las consecuencias del comercio ilegal de vida silvestre, pueden ser potencial y directamente irreversibles. A nivel ecosistémico y de poblaciones hay una gran pérdida de biodiversidad también conocido como defaunación, incluyendo variabilidad genética, especies, ecosistemas y los servicios ambientales que resultan de la interacción de entre estos. En otras palabras, la extracción masiva de ejemplares  silvestres va vaciando un ecosistema que aparenta estar saludable, pero cuyo componente faunístico degradado ya no puede dar cuenta de las funciones ecológicas de sostenimiento.  Además, la defaunación es potencialmente desencadenante de efectos en cascada que empobrecen y simplifican los ecosistemas.  A nivel individuo, la extracción de su medio natural implica la muerte ecológica del ejemplar. Una vez que el animal es retirado de su ambiente,raramente podrá ser devuelto a la naturaleza, de manera que no puede continuar ejerciendo su función biológica (predador,presa,dispersor). A pesar de que la liberación de animales decomisados,es una práctica de manejo apreciada por animalistas interesados en el bienestar de los individuos,existen motivos fundados para considerar a  las liberaciones como indeseables. Por otra parte, el tráfico ilegal de vida silvestre está asociado a la introducción de especies exóticas, potencialmente invasoras.Las mismas, son un peligro en potencia para las especies autóctonas y/o nativas, tanto de la flora como de la fauna, ya que compiten por el nicho ecológico, alimento, son predadores sin control natural, ponen en peligro la identidad genética autóctona por hibridación ; entre otras cuestiones y desequilibran los ecosistemas. En este sentido, la WWF cita el ejemplo de las pitones birmanas liberadas por sus propietarios, que resultaron en una plaga muy importante para Everglades, en Florida, Estados Unidos.
De acuerdo con la WWF Internacional, esta comercialización ilícita tiene otros alcances igualmente negativos: 1. Pone en riesgo la seguridad de los países, ya que una proporción del comercio de los productos ilegales estaría dirigido por grupos criminales de amplio alcance internacional y la renta alcanzada podría ser utilizada para solventar conflictos armados de toda índole, además de las implicancias en el lavado de dinero. 2. Obstaculiza el desarrollo económico y social sustentables de las comunidades porque está asociado a la corrupción, a la violación de leyes y daña la reputación de los gobiernos, quitándoles confianza. 3. Destruye las riquezas naturales, a través de la sobrexplotación de las especies y en algunos casos, puede empujarlas a la extinción. 4. Plantea riesgos para salud mundial ya que deviene en un mecanismo de trasmisión de enfermedades que puede afectar la salud de los ecosistemas, seres humanos y ganado doméstico. Otro tipo de consecuencias están relacionadas con la descomposición social que pudiera ocurrir, consecuencia de la desarticulación de valores como la solidaridad, el respeto a las personas, autoridades, a la matriz jurídica del estado de derecho y a las instituciones.